# February Azure
February Azure (tiếng Nga: Февральская лазурь, đã Latinh hoá: Fevral'skaya lazur'), còn được gọi là February Blue, là một bức tranh phong cảnh của họa sĩ Nga Igor Emmanuilovich Grabar, thuộc trường phái hậu ấn tượng, được tạo năm 1904. Bức tranh được trưng bày công khai lần đầu tiên tại triển lãm thứ hai của Hiệp hội Họa sĩ Nga, mở cửa vào ngày 31 tháng 12 năm 1904 tại Sankt-Peterburg và sau đó chuyển đến Moskva vào tháng Hai năm 1905. Năm 1905, February Azure được Nhà trưng bày Tretyakov ở Moskva mua từ Grabar sau quyết định của ban giám đốc của bảo tàng.
Grabar coi February Azure là sự tổng hợp của nhiều quan sát riêng rẽ, một cách nói khác, là sự kết hợp của chúng, và đây là một tác phẩm mang tính cách mạng, mở ra một con đường mới mà nghệ thuật Nga chưa từng khám phá trước đó.

## Các nghiên cứu và nguồn cảm hứng
Tại triển lãm đầu tiên của Hiệp hội Họa sĩ Nga năm 1903, Grabar quen được với một trong những nghệ sĩ tham gia triển lãm, Nikolai Meshcherin. Meshcherin mời Grabar ở lại tại biệt thự gia đình ông trên bờ sông Pakhra ở Moscow. Grabar, muốn vẽ tuyết và mùa đông, đã chấp nhận lời mời - ông thích phong cảnh mùa đông vì ông coi tuyết là cơ sở lý tưởng để sử dụng nhiều hiệu ứng ánh sáng khác nhau. Gia đình Meshcherin sở hữu nhà máy Danilovskaya và giàu có cùng hiếu khách. Grabar cảm thấy như ở nhà và họ cung cấp cho ông một chiếc xe trượt với một chiếc xe ngựa để ông di chuyển xung quanh khu vực để nghiên cứu. Trong một trong những cuộc lang thang thường xuyên gần biệt thự vào tháng Hai năm 1904, ông đã gặp "một điều phi thường đang diễn ra trong tự nhiên. [...] một lễ hội của bầu trời lam, cây tuyết ngọc trai, nhánh san hô và bóng sapphire trên mặt tuyết màu hoa oải hương", điều này ấn tượng ông sâu sắc đến mức ông quyết định biểu hiện nó trên một bức tranh.
Grabar đã vẽ một nghiên cứu trên một bức tranh nhỏ trước, sau đó lấy một bức tranh lớn và làm việc trên một nghiên cứu khác trong ba ngày tiếp theo tại cùng một vị trí. Cả hai nghiên cứu đã được lưu giữ: nghiên cứu đầu tiên, mang tựa đề Mùa đông, được lưu trữ trong bộ sưu tập của Bảo tàng Nghệ thuật Nga Quốc gia dưới số lưu trữ Ж-2219 tại Sankt-Peterburg, và nghiên cứu thứ hai, mang tựa đề February Azure, được giữ tại Bảo tàng Nghệ thuật Quốc gia Belarus tại Minsk.
Sau đó, ông đào một rãnh sâu hơn một mét (3,3 ft) trong tuyết, trong đó ông ngồi xuống với một cái dụng cụ và một tấm bức tranh được gắn trên nó để ông có thể nhìn thấy "một đường chân trời thấp và trung điểm thiên văn, với tất cả các mức độ màu xanh từ màu xanh lá cây nhạt ở dưới đến màu xanh lục lam ở trên". Ông đã chuẩn bị tấm bức tranh trước đó trong phòng tạo hình, phủ lên một lớp dày của chất trắng chì có các tông màu khác nhau. Công việc hàng ngày kéo dài trong hai tuần, không bị gián đoạn và hoàn toàn tại chỗ. Grabar nhớ lại rằng, may mắn cho ông, tuyết không tan trong suốt thời gian đó vì thời tiết giữ lạnh. Ông làm việc dưới một cái ô, và với mặt trước của tấm bức tranh hướng lên trời để ánh sáng mặt trời phản chiếu trên tuyết không rơi vào bức tranh - điều này sẽ ảnh hưởng đến cách ông nhìn thấy màu sắc trên bức tranh.

## Mô tả

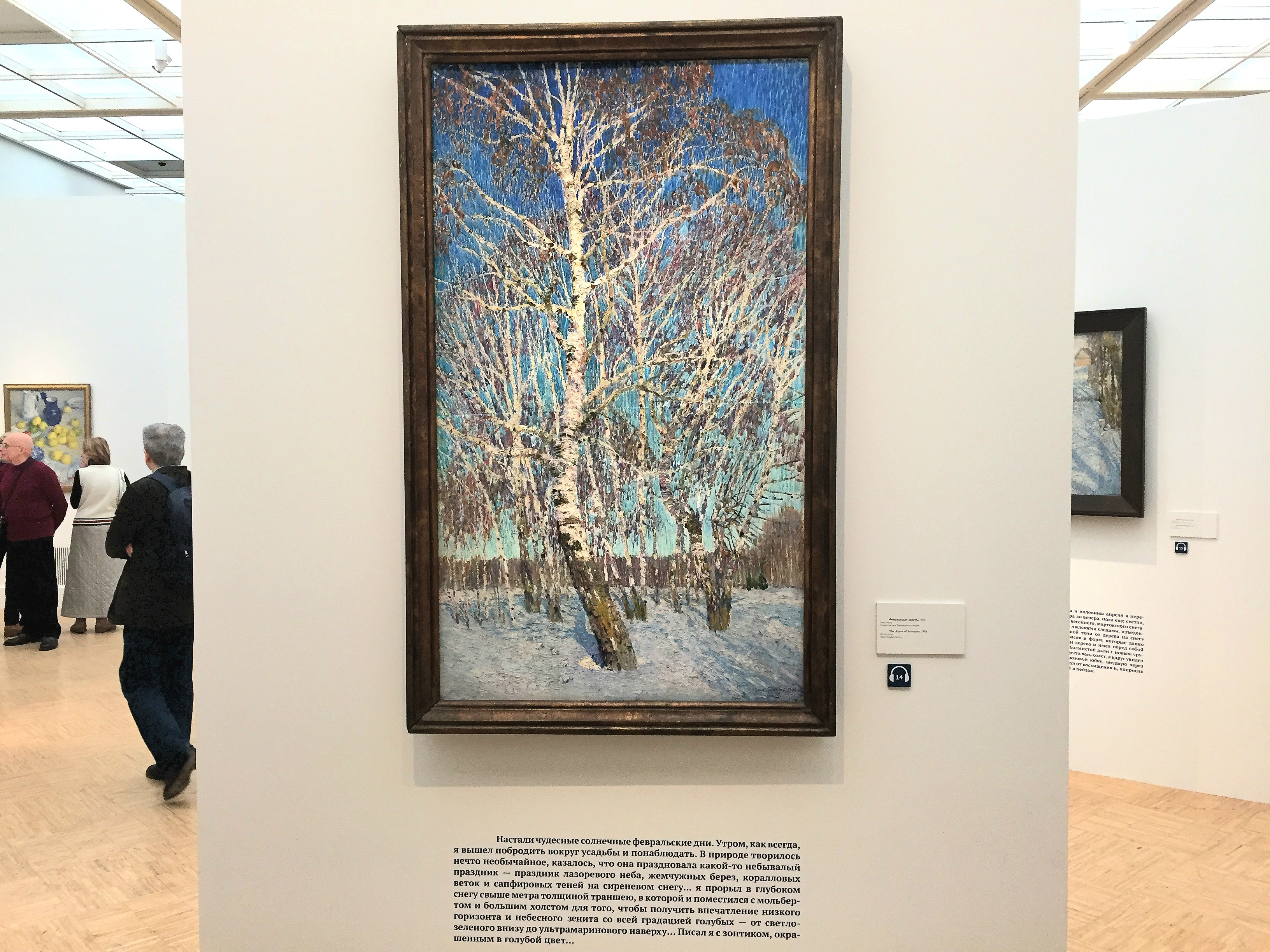
February Azure là một trong những tác phẩm trưng bày tại triển lãm kỷ niệm 150 năm ngày sinh của Grabar (ảnh) tại Galeri Tretyakov.

Tiêu đề mô tả hiệu quả bản chất của bức tranh khi nó miêu tả sắc độ tươi sáng của bầu trời vào một ngày tháng Hai lạnh giá. Hầu hết diện tích phía trước của bức tranh được chiếm bởi một cây đuôi công với những cành cây mà, theo nhà sử học nghệ thuật Olga Podobedova, được "sắp xếp theo nhịp điệu (ритмически расположенными)" và phát sáng màu trắng hoặc màu vàng so với nền bầu trời. Grabar đã chú ý đến cấu trúc nhịp điệu của chúng trong Automonograph của mình. Mặt trên của cây không thể nhìn thấy vì bị cắt ngang bởi cạnh trên của bức tranh. Nhà sử học nghệ thuật Natalia Mamontova so sánh những cành cây này với "đôi cánh" và quan sát rằng những chiếc đỉnh đỏ của cây thực sự mang tính ấn tượng, trong khi định dạng dọc của bức tranh (142.6 cm × 84.8 cm hoặc 56.1 in × 33.4 in) tăng cường tính thể nổi của cây đuôi công và làm nổi bật "vô tận của không gian xanh da trời (бесконечность лазурного пространства)". Phía sau là những cây đuôi công khác, mảnh hơn và ở chân trời là một khu rừng đuôi công với ánh sáng trong một khoảng cách nào đó. Tuyết phía trước cho thấy bóng của cây phía sau người xem.
Grabar đã viết trong Automonograph của mình rằng, mặc dù March Snow (Мартовский снег, 1904) có vẻ phổ biến hơn so với bất kỳ tác phẩm nào khác mà ông đã sáng tạo trong những năm đầu của mình, ông cảm thấy rằng February Azure quan trọng và toàn diện hơn vì nó là tổng hợp của nhiều quan sát khác nhau và, một cách nào đó, là sự tổng hợp của chúng, và ông tin rằng February Azure mở ra một con đường mới mà nghệ thuật Nga chưa khám phá cho đến thời điểm đó.